# 新兴街道 (辽源市)
新兴街道，是中华人民共和国吉林省辽源市龙山区下辖的一个乡镇级行政单位。

## 行政区划
新兴街道下辖以下地区：
学府社区、翠湖社区和飞洋社区。